# Пйонтковисько
Пйонтковисько (пол. Piątkowisko) — село в Польщі, у гміні Паб'яниці Паб'яницького повіту Лодзинського воєводства.
Населення — 836 осіб (2011).
У 1975-1998 роках село належало до Лодзинського воєводства.

## Демографія
Демографічна структура станом на 31 березня 2011 року:
|          | Загалом | Допрацездатний вік | Працездатний вік | Постпрацездатний вік |
| -------- | ------- | ------------------ | ---------------- | -------------------- |
| Чоловіки | 403     | 89                 | 274              | 40                   |
| Жінки    | 433     | 85                 | 267              | 81                   |
| Разом    | 836     | 174                | 541              | 121                  |